# S/S Atlantic Conveyor
Atlantic Conveyor var ett brittiskt handelsfartyg med hemmahamn i Liverpool, som rekvirerades av Royal Navy under Falklandskriget.
Hon träffades den 25 maj 1982 av två argentinska Exocet-robotar, vilket dödade 12 sjömän. Atlantic Conveyor sjönk under bogsering den 28 maj 1982.
Vrakplatsen är skyddad från dykning under Protection of Military Remains Act 1986.

## Historia
Atlantic Conveyor var ett roll-on, roll-off containerfartyg på 14 950 ton ägt av Cunard Line. Hon byggdes i en klass av sex andra containerfartyg, alla med ett namn som började på Atlantic, de seglade under olika flaggor och för olika rederier.
Tillsammans med sitt systerfartyg Atlantic Causeway rekvirerades Atlantic Conveyor av Ministry of Defence i början av Falklandskriget genom STUFT systemet (Ships Taken Up From Trade). På grund av brådskan, bedömningen att fartyget inte var ett prioriterat mål och frågetecken huruvida folkrätten tillät att beväpna handelsfartyg så försågs Atlantic Conveyor inte med något luftvärn eller motmedel.
Fartygen användes för att frakta förnödenheter för den brittiska stridsgrupp som sändes för att befria Falklandsöarna från den argentinska ockupationen. När hon seglade mot Ascension den 25 april 1982, hade Atlantic Conveyor en last av bland annat sex stycken Wessex och fem RAF Chinook HC.1. På Ascension tog hon ombord åtta Fleet Air Arm Sea Harrier FRS.1 och sex RAF Harrier GR.3.
Den 25 maj 1982 (samma dag som HMS Coventry sänktes) träffades Atlantic Conveyor av två Exocetrobotar avfyrade från två Super Étendard från argentinska marinflyget.
Tolv man dog i anfallet mot Atlantic Conveyor, inklusive fartygets kapten Ian North, som postumt tilldelades Distinguished Service Cross (DSC). Fartyget var det första brittiska handelsfartyget som sänktes av fientliga styrkor sedan andra världskriget.